# You Can Call Me Al
You Can Call Me Al è una canzone di Paul Simon, pubblicata in origine nell'album Graceland, e in seguito come singolo, con il brano Gumboots sul lato B. Scritto da Simon, il testo segue un individuo che apparentemente sta vivendo una crisi di mezza età. Il testo è parzialmente ispirato al viaggio di Simon in Sudafrica e alla sua cultura.
Pubblicato nel settembre 1986, You Can Call Me Al è diventato uno dei più grandi successi solisti di Simon, raggiungendo il primo posto in sette paesi.

## Storia

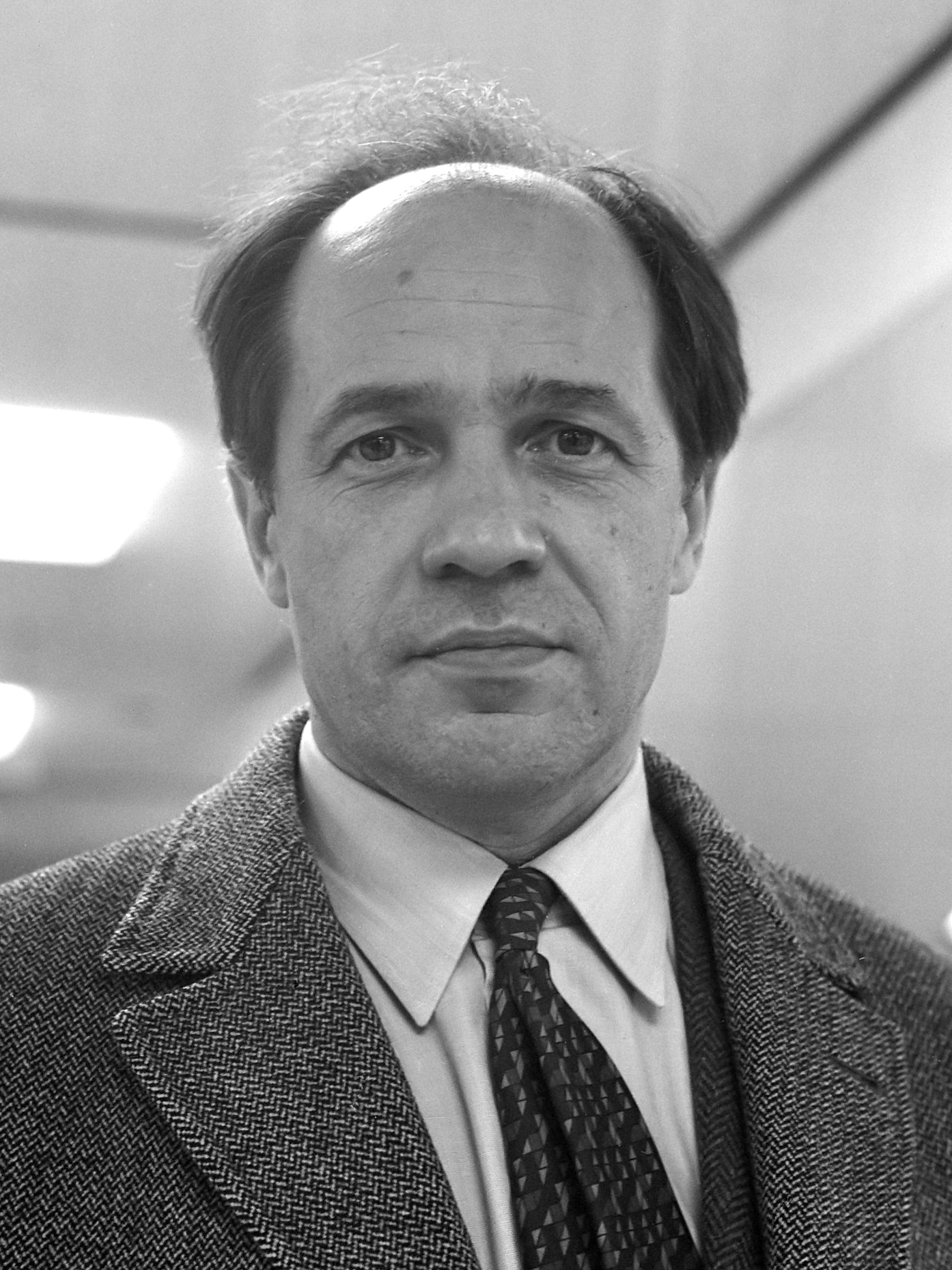
Pierre Boulez, il compositore e direttore francese che ispirò la scrittura della canzone, nel 1968.

Il nome della canzone proveniva da un incidente a una festa in cui Simon andò con la sua moglie d'allora Peggy Harper. Il compositore e direttore d'orchestra modernista francese Pierre Boulez, che era ospite dello stesso party, prima di andarsene si congedò alla coppia, dicendo a Simon: «Scusa, devo andare, Al, e salutami con affetto Betty», così confondendo il nome della coppia, Paul e Peggy, con quelli di Al e Betty, convincendo così Simon stesso a scrivere una canzone usando questi due nomi.

## Produzione
You Can Call Me Al è stato registrato interamente presso The Hit Factory di New York nell'aprile del 1986; differisce da gran parte di Graceland in questo senso, poiché la maggior parte delle canzoni del disco sono state registrate in numerosi locali in tutto il mondo. Dopo il completamento della canzone, è stato mixato a The Hit Factory insieme al resto di Graceland, con una media di due giorni per brano.
La voce di Simon nella canzone è piuttosto veloce, il che ha reso difficile il missaggio sui numerosi strumenti della base musicale. Dopo un lungo lavoro in pista, il tecnico di lunga data di Roy, Roy Halee, ha usato ritardi a nastro che si alimentano separatamente nei due canali audio, rendendo la voce chiara.

## Composizione
Il testo può essere interpretato come la descrizione di un uomo che vive una crisi di mezza età ("Dov'è mia moglie e mia famiglia? E se morissi qui? Chi sarà il mio modello?"). Tuttavia, come spiegò lo stesso Paul Simon durante l'episodio di Graceland della serie di documentari sugli album classici, dal terzo versetto i testi passano da una prospettiva generica a un ritratto a uno personale e autobiografico, mentre descrive il suo viaggio in Sudafrica che ha ispirato il album intero.
La canzone si apre semplicemente, con il protagonista che si chiede a voce alta perché la sua vita sia difficile, tra le altre domande. Simon ha strutturato i testi della canzone in modo che gli ascoltatori avrebbero ricevuto prima le informazioni più semplici, prima di diventare astratti con le sue immagini nel terzo verso della canzone: "Perché c'è stata una struttura, [...] quelle immagini astratte, verranno giù e cadere in una delle fessure che la mente ha già inventato sulla struttura della canzone. Il tastierista Rob Mounsey ha arrangiato la sezione fiati che il chitarrista Adrian Belew ha eseguito con la chitarra synth, contribuendo pesantemente alla disposizione e al groove della traccia.
La canzone presenta un basso eseguito da Bakithi Kumalo; l'assolo è palindromo poiché è stato registrato solo il primo tempo e poi è stato riprodotto all'indietro per la seconda metà. La decisione di invertire la registrazione è stata presa da Halee, che in un'intervista successiva ha notato che questo tipo di sperimentazione era comune per rendere le canzoni più interessanti. L'assolo di penny whistle è stato eseguito dal musicista jazz Morris Goldberg.

## Videoclip
A Paul Simon non è piaciuto il video musicale originale che è stato realizzato, un'interpretazione di Simon della canzone durante il monologo da ospite al Saturday Night Live nella prospettiva di un monitor video. Un video sostitutivo è stato concepito in parte da Lorne Michaels e diretto da Gary Weis, in cui il comico Chevy Chase e Simon sincronizzavano il testo della canzone.

## Classifiche
| Chart (1986–87)                      | Peak position |
| ------------------------------------ | ------------- |
| Australia (Kent)                     | 2             |
| Belgium (Ultratop 50 Flanders)       | 2             |
| Canada (RPM)                         | 11            |
| Netherlands (Single Top 100)         | 5             |
| Finland (Suomen virallinen lista)    | 9             |
| Ireland (IRMA)                       | 2             |
| New Zealand (Recorded Music NZ)      | 2             |
| South Africa Top 20                  | 2             |
| UK Singles (Official Charts Company) | 4             |
| US Billboard Hot 100                 | 23            |